# Þáttr
Der Þáttr (Plural Þættir; neuisländisch þáttur, Plural þættir) ist eine literarische Gattung in der altwestnordischen Literatur, die sich zur Kurzprosa zählen lässt.

## Form
Ursprünglich bedeutete der Begriff þáttr „Taustrang“, wird aber im übertragenen Sinn für eine kurze Erzählung verwendet. Als Þáttr kann auch ein Abschnitt in einer Saga bezeichnet werden, der einen größeren Textumfang aufweist und ein nebenhandelndes Element des eigentlichen Saga-Plots darstellt. Die Übergänge zwischen Þáttr und Saga sind fließend, ein gut erkennbares Merkmal der Þættir gegenüber den Sagas ist ihr einfacherer Aufbau.

## Inhalt
Inhaltlich werden Þættir markant durch ein Reisemotiv bestimmt. Meist erzählen sie davon, wie ein Isländer nach Norwegen reist, dort unterschiedliche Situationen durchsteht oder sich in Herausforderungen bewährt und anschließend nach Island zurückkehrt. Die Protagonisten stammen zumeist aus vornehmen Familien, in sagaunabhängig überlieferten Þættir aber auch aus breiteren Gesellschaftsschichten.

## Unterteilung und Beispiele
Viele Þættir gehören inhaltlich zu den Isländersagas (Íslendingasögur) und werden daher als Íslendingaþættir bezeichnet. Ein Beispiel ist der Ölkofra þáttr. Þættir erscheinen aber auch in weiteren Gattungen der Sagaliteratur wie den Königssagas (Konungasögur), zum Beispiel Þorsteins þáttr sögufróða, oder den Bischofssagas (Biskupasögur). Zu den legendarischen Þættir, die inhaltlich den Vorzeitsagas nahestehen, zählen Nornagests þáttr und Ragnarssona þáttr.
Eine große Anzahl an Þættir ist auch in der Sammelhandschrift Flateyjarbók überliefert, beispielsweise der Eymundar þáttr hrings und der Hálfdanar þáttr svarta ok Haralds hárfagra.